# Maria Francesca Tiepolo
Maria Francesca Tiepolo (* 31. Mai 1925 in Venedig; † 13. März 2020 ebenda) war eine italienische Paläografin. Sie war von 1977 bis 1990 Leiterin des Staatsarchivs Venedig.
Tiepolo studierte an der Universität Padua und erhielt ein Diplom für Paläographie im venezianischen Staatsarchiv. Dort nahm sie 1952 ein Volontariat auf und wurde zwei Jahre später angestellt.
Von 1974 bis 1978 war sie als sovrintendente archivistico zuständig für die Archive des Veneto. 1977 wurde sie Direktorin des Staatsarchivs Venedig, eine Position, die sie bis zu ihrer Pensionierung im Jahr 1990 bekleidete. Während ihrer Tätigkeit als Direktorin führte sie zahlreiche Ausstellungen durch, darunter zu Themenkreisen wie Antonio Vivaldi (1978), zum Gesundheitswesen (1979), zur Diplomatik (1982), zur historischen Kartographie (1984) oder zu den Wäldern (1987). 1994 publizierte sie einen Führer (guida) durch das Archiv.
Sie ist seit 1999 Mitglied des Istituto Veneto di Scienze, Lettere ed Arti, korrespondierendes Mitglied seit 1990; ebenso hat sie einen Sitz im Ateneo Veneto seit 1962, wo sie seit 1999 Ehrenmitglied ist. Außerdem ist sie seit 1972 korrespondierendes, seit 1979 Vollmitglied in der Deputazione di Storia Patria per le Venezie, seit 1978 in der Società Europea di Cultura und in weiteren wissenschaftlichen Gesellschaften.
Sie wurde 1989 mit dem großen Verdienstorden der Italienischen Republik ausgezeichnet, war 1983 „Venezianer des Jahres“ und erhielt 1994 den Preis für Fedeltà alla professione (Treue zum Beruf) der Confederazione Artigiani di Venezia.

## Werke (Auswahl)
- mit Raimondo Morozzo della Rocca: Cronologia veneziana del Quattrocento, del Cinquecento, del Seicento, del Settecento, in: Guido Piovene (Hrsg.): La Civiltà di Venezia der Fondazione Giorgio Cini, Florenz 1957, 186–240; erweiterte Auflage 1966 in: Storia della Civiltà veneziana, Florenz 1979.
- Una lettera inedita di Galileo, G. Barbera, Florenz 1967.
- (Hrsg.): Domenico prete di San Maurizio, notaio in Venezia (1309–1316), Venedig 1970.
- zusammen mit Raimondo Morozzo della Rocca, Laurence Lokhart (Hrsg.): I viaggi in Persia degli ambasciatori veneti Barbaro e Contarini, Rom 1973.
- Note sul riordino degli archivi del duca e dei notai di Candia nell’Archivio di Stato di Venezia, in: Thesaurismata 10 (1973) 89–100.
- Documenti veneziani su Giovanni Caboto, in: Studi Veneziani 15 (1973) 585–597.
- Fonti archivistiche meno note sui rapporti tra Venezia e le regioni del Mar Nero, in: Byzantinobulgarica 7 (1981) 99–102.
- L’Archivio proprio dell’ambasciata veneta in Roma nell’Archivio di Stato di Venezia, in: Studi in onore di Leopoldo Sandri, Ministero per i beni culturali e ambientali, Rom 1983, S. 929–939.
- Laguna, lidi, fiumi. Cinque secoli di gestione delle acque, Ausstellung, 10. Juni – 2. Oktober 1983, Venedig 1983.
- Fonti documentarie sui giardini nell’Archivio di Stato di Venezia fino al 1797, in: Margherita Azzi Visentini, Italo Zannier, Rosario Assunto (Hrsg.): Il giardino veneto. Storia e conservazione, Venedig 1988, S. 331–338.
- La conterminazione nei documenti dell’Archivio di Stato di Venezia fino al 1797, in: Conterminazione lagunare. Storia, ingegneria, politica e diritto nella laguna di Venezia, Istituto Veneto di Scienze, Lettere ed Arti, Venedig 1992, S. 79–129.
- Archivi ecclesiastici e di interesse ecclesiastico nell’Archivio di Stato di Venezia, in: Francesca Cavazzana Romanelli (Hrsg.): Archivi e Chiesa locale. Studi e contributi, Venedig 1993, S. 235–253.
- Il linguaggio dei simboli: le arme dei Barbaro, in: Michela Marangoni, Manlio Pastore Stocchi (Hrsg.): Una famiglia veneziana nella storia: i Barbaro, Venedig 1996, S. 133–191.
- Presenze e testimonianze dell’archivio primiceriale nell’Archivio di Stato di Venezia, in: Antonio Niero (Hrsg.): San Marco: aspetti storici e agiografici, Venedig 1996, S. 123–151.
- Le fonti documentarie di Candia nell’Archivio di Stato di Venezia, in: Gherardo Ortalli (Hrsg.): Venezia e Creta, Istituto Veneto di scienze, lettere ed arti, Venedig 1998, S. 43–71.